# 六文銭 (音楽ユニット)
六文銭（ろくもんせん）は小室等が当時の英語の歌に疑問を感じ、1968年に「日本語主体の音楽をやりたい」と結成した音楽ユニット。「雨が空から降れば」、上條恒彦と歌った「出発（たびだち）の歌」がヒットした。1972年解散。メンバーは年単位で頻繁に入れ替わっていた。

## グループ名の由来
グループ名は、三途の川の渡し賃とされる六文銭に由来とされているが、小室等はサマセット・モーム著「月と六ペンス」の「六ペンス」を「六文銭」と訳したとしている。また、とある居酒屋の名前からとったとも言っている。
後年のインタビューによれば、日本語によるグループ名を決めようとしている際に見かけた、居酒屋の看板「六文銭」に着想を得、「月と六ペンス」にひっかけて命名したとしている。

## 歩み
1968年結成。
1969年4月、中川五郎とのカップリングアルバム『六文銭・中川五郎』でURCレコードからデビューする。
1971年、上條恒彦と共演した曲「出発の歌」が、三重県の合歓の郷で行われた「ポピュラーソング・フェスティバル'71」でグランプリ受賞。次いで、11月、第2回世界歌謡祭でグランプリを獲得。1972年4月25日、ベルウッドレーベルの第1回新譜として『キング・サーモンのいる島』リリース。同年の解散に伴い、『六文銭メモリアル』をリリースした。

## 主なメンバー
- 小室等（リーダー、現在ソロとして活動している）
- 小林雄二（1967年 - 1969年）
- 岩沢幸矢（1967年、現在はブレッド&バターで活動している）
- 石川鷹彦（1968年）
- 入川捷（1968-1969）
- 小林百合子（1969年）
- 木田高介（1970年）
- 安田裕美（1970年）
- 小室のり子（1970年）
- 山口裕美（1970年）
- 若松広正（1970年）
- 原茂（1970年 - 1972年）
- 及川恒平（1970年 - 1972年）
- 橋本良一（1971年 - 1972年）
- 四角佳子（1971年 - 1972年）

## 後継ユニット
解散後、後継ユニットが編成されたことがある。

### 新六文銭
1973年1月、1972年に吉田拓郎のバックバンドを務めた柳田ヒロのグループと小室等が組んで、"新六文銭"を結成。メンバーは小室等（ギター・ボーカル）、柳田ヒロ（キーボード）、後藤次利（ベース）、チト河内（ドラムス）、吉田拓郎（リードギター・ボーカル）という顔ぶれ。ところが、ツアーの最中に起きた出来事によって、ツアーのキャンセルなどが起こり、新六文銭はまともに音源を残さぬまま消滅した。この新六文銭の消滅の経緯については、吉田拓郎と小室等の合作によるデュエット曲「君に会ってからというものボクは」でお互いがコミカルな掛け合いで歌っている。
その後、チト河内と後藤次利はフラワー・トラベリン・バンドの元メンバーらと共にトランザムを結成した。

### まるで六文銭のように
2000年10月、及川恒平、小室等、四角佳子の3人で「六文銭」時代の曲を歌ったことをきっかけに活動がはじまる。

### 六文銭'09
2009年4月22日、こむろゆいが加入。「六文銭'09」にユニット名を改め、アルバム『おとのば』を発売。

### 六文銭
2018年11月7日、アルバム「自由」をリリースと同時にユニット名を元々の「六文銭」に戻した。

## ディスコグラフィ

### シングル
| 発売日               | 面             | タイトル                      | 作詞                      | 作曲                     | 編曲            | 規格           | 規格品番       |
| キングレコード       | キングレコード | キングレコード                | キングレコード            | キングレコード           | キングレコード  | キングレコード | キングレコード |
| -------------------- | -------------- | ----------------------------- | ------------------------- | ------------------------ | --------------- | -------------- | -------------- |
| 1969年8月            | A              | さよならだけが人生ならば      | 寺山修司                  | 小室等                   | 六文銭          | EP             | BS-1036        |
| 1969年8月            | B              | 守らずにいられない            | 谷川俊太郎                | 小室等                   | 六文銭          | EP             | BS-1036        |
| URC                  |                |                               |                           |                          |                 |                |                |
| 1969年12月           | A              | それから                      | 松岡正剛                  | 岩沢幸矢                 | 六文銭          | EP             | URS-0023       |
| 1969年12月           | B              | 五年目のギター                | 松岡正剛                  | 小室等 小林雄二 石川鷹彦 | 六文銭          | EP             | URS-0023       |
| キングレコード       |                |                               |                           |                          |                 |                |                |
| 1971年11月25日       | A              | 出発の歌                      | 及川恒平                  | 小室等                   | 木田高介        | EP             | BS-1458        |
| 1971年11月25日       | B              | アルカディア（理想郷）'       | かぜ耕士                  | 小室等                   | 小室等 木田高介 | EP             | BS-1458        |
| 1971年12月25日       | A              | ママに捧げる悲歌              | 別役実                    | 小室等                   | 六文銭          | EP             | BS-1474        |
| 1971年12月25日       | B              | 眠っちゃいけない子守歌        | 別役実                    | 小室等                   | 六文銭          | EP             | BS-1474        |
| 1972年1月25日        | A              | サーカス・ゲーム              | 及川恒平                  | 及川恒平                 | 六文銭          | EP             | BS-1480        |
| 1972年1月25日        | B              | 私の家                        | 及川恒平                  | 原茂                     | 瀬尾一三        | EP             | BS-1480        |
| 1972年               | A              | みどりのとんぼ                | なかがわあきら 補：横井弘 | 小室等                   | 小川寛興        | EP             | BS-1575        |
| 1972年               | B              | とんぼのうた                  | 及川恒平                  | 小室等                   | 小川寛興        | EP             | BS-1575        |
| ベルウッド・レコード |                |                               |                           |                          |                 |                |                |
| 1972年6月5日         | A              | インドの街を象にのって        | 及川恒平                  | 小室等                   | 六文銭          | EP             | OF-4           |
| 1972年6月5日         | B              | おもちゃの汽車                | 及川恒平                  | 小室等                   | 六文銭          | EP             | OF-4           |
| 一本杉通り振興会     |                |                               |                           |                          |                 |                |                |
| 2016年4月9日         | 1              | 花嫁のれん〜千年の夢          | 及川恒平                  | 小室等                   | 六文銭'09       | CD             | HNCD-1000      |
| 2016年4月9日         | 2              | 花嫁のれん〜千年の夢（Inst.） | -                         | 小室等                   | 六文銭'09       | CD             | HNCD-1000      |

### アルバム

#### オリジナル・アルバム
| 発売日                 | アルバム | レーベル                         | 規格         | 規格品番       | 備考                                          |
| URC                    | URC | URC                              | URC          | URC            | URC                                           |
| ---------------------- | --- | -------------------------------- | ------------ | -------------- | --------------------------------------------- |
| 1969年4月              | 六文銭・中川五郎 六文銭 1. それから…… 2. 夕暮 3. 時は流れて 4. あげます 5. 五年目のギター 中川五郎 1. うた 2. 主婦のブルース 3. 恋人よベッドのそばにおいで 4. カッコよくはないけれど 5. 自由についてのうた 6. コール・タトゥー 7. 殺し屋のブルース 8. 腰まで泥まみれ | URC                              | LP           | URL-1002       |                                               |
| 1989年9月25日          | 六文銭・中川五郎 六文銭 1. それから…… 2. 夕暮 3. 時は流れて 4. あげます 5. 五年目のギター 中川五郎 1. うた 2. 主婦のブルース 3. 恋人よベッドのそばにおいで 4. カッコよくはないけれど 5. 自由についてのうた 6. コール・タトゥー 7. 殺し屋のブルース 8. 腰まで泥まみれ | URC                              | CD           | H20K25027      | URC Records Since 1969。                      |
| 1995年6月16日          | 六文銭・中川五郎 六文銭 1. それから…… 2. 夕暮 3. 時は流れて 4. あげます 5. 五年目のギター 中川五郎 1. うた 2. 主婦のブルース 3. 恋人よベッドのそばにおいで 4. カッコよくはないけれど 5. 自由についてのうた 6. コール・タトゥー 7. 殺し屋のブルース 8. 腰まで泥まみれ | URC / 東芝                       | CD           | TOCT-8956      |                                               |
| 2002年9月11日          | 六文銭・中川五郎 六文銭 1. それから…… 2. 夕暮 3. 時は流れて 4. あげます 5. 五年目のギター 中川五郎 1. うた 2. 主婦のブルース 3. 恋人よベッドのそばにおいで 4. カッコよくはないけれど 5. 自由についてのうた 6. コール・タトゥー 7. 殺し屋のブルース 8. 腰まで泥まみれ | Avex Io                          | CD           | IOCD-40016     | URC復刻シリーズ。                             |
| 2023年8月23日          | 六文銭・中川五郎 六文銭 1. それから…… 2. 夕暮 3. 時は流れて 4. あげます 5. 五年目のギター 中川五郎 1. うた 2. 主婦のブルース 3. 恋人よベッドのそばにおいで 4. カッコよくはないけれど 5. 自由についてのうた 6. コール・タトゥー 7. 殺し屋のブルース 8. 腰まで泥まみれ | URC                              | Blu-Spec CD2 | MHCL 30872     |                                               |
| ベルウッド・レコード   | |                                  |              |                |                                               |
| 1972年4月25日          | キング・サーモンのいる島 A面 1. キングサーモンのいる島 2. 私の家 3. ホワンポウエルの街 4. 小さな動物園 5. 夏・二人で B面 1. おもちゃの汽車 2. 春は日傘の 3. サーカス・ゲーム 4. 流星花火 5. インドの街を象にのって | ベルウッドレコード               | LP           | OFL-1          |                                               |
|                        | キング・サーモンのいる島 A面 1. キングサーモンのいる島 2. 私の家 3. ホワンポウエルの街 4. 小さな動物園 5. 夏・二人で B面 1. おもちゃの汽車 2. 春は日傘の 3. サーカス・ゲーム 4. 流星花火 5. インドの街を象にのって | キングレコード                   | CD           | KICS-2046      |                                               |
| 2012年10月3日          | キング・サーモンのいる島 A面 1. キングサーモンのいる島 2. 私の家 3. ホワンポウエルの街 4. 小さな動物園 5. 夏・二人で B面 1. おもちゃの汽車 2. 春は日傘の 3. サーカス・ゲーム 4. 流星花火 5. インドの街を象にのって | キングレコード                   | CD           | KICS-2551      | 紙ジャケット仕様。 2012年最新マスタリング盤。 |
| 2022年9月30日          | キング・サーモンのいる島 A面 1. キングサーモンのいる島 2. 私の家 3. ホワンポウエルの街 4. 小さな動物園 5. 夏・二人で B面 1. おもちゃの汽車 2. 春は日傘の 3. サーカス・ゲーム 4. 流星花火 5. インドの街を象にのって |                                  | 配信         | AAC-LC 320kbps |                                               |
| 2022年9月30日          | キング・サーモンのいる島 A面 1. キングサーモンのいる島 2. 私の家 3. ホワンポウエルの街 4. 小さな動物園 5. 夏・二人で B面 1. おもちゃの汽車 2. 春は日傘の 3. サーカス・ゲーム 4. 流星花火 5. インドの街を象にのって | ハイレゾ｜DSD(DSF)｜11.2MHz/1bit | 配信         |                |                                               |
| 2022年9月30日          | キング・サーモンのいる島 A面 1. キングサーモンのいる島 2. 私の家 3. ホワンポウエルの街 4. 小さな動物園 5. 夏・二人で B面 1. おもちゃの汽車 2. 春は日傘の 3. サーカス・ゲーム 4. 流星花火 5. インドの街を象にのって | ハイレゾ｜FLAC｜192.0kHz/24bit   | 配信         |                |                                               |
| 2022年9月30日          | キング・サーモンのいる島 A面 1. キングサーモンのいる島 2. 私の家 3. ホワンポウエルの街 4. 小さな動物園 5. 夏・二人で B面 1. おもちゃの汽車 2. 春は日傘の 3. サーカス・ゲーム 4. 流星花火 5. インドの街を象にのって | ロスレス｜FLAC｜44.1kHz/16bit    | 配信         |                |                                               |
| フォーライフ・レコード | |                                  |              |                |                                               |
| 2007年10月24日         | はじまりはじまる まるで六文銭のように名義。 1. はじまりはじまる 2. あめのことば 3. サーカス 4. 樽をころがせ 5. ただあたたかくカラッポに 6. 雨が空から降れば 7. おしっこ 8. 引き潮 9. 戦場はさみしい 10. 雨が降りそうだなあ 11. 石と死者 12. 面影橋から 13. 私はスパイ 14. ]その声は 15. 夏・二人で 16. 街と飛行船 17. 無題 18. きみは誰かな                                                             | フォーライフ・レコード           | CD           | FLCF-4202      |                                               |
| 2009年4月22日          | おとのば 六文銭'09名義。 1. いのちかえす日 3:41 2. 花の渦～倉敷相聞歌 5:15 3. ヒゲのはえたスパイ 5:49 4. 一緒に帰ろう 3:43 5. 大きなグミの木の上で 5:37 6. ゲンシバクダンの歌 3:53 7. サーカス・ゲーム 3:42 8. 流星花火 1:48 9. キングサーモンのいる島 4:39 10. 雨 4:47 11. 木の椅子 3:45 12. 硝子の暦 3:48 13. 宿酔 2:28 14. 雲の信号 2:20 15. ほんとさ 2:58 16. 出発の歌 3:52 17. 12階建てのバス 4:17 | フォーライフ・レコード           | CD           | FLCF-4279      |                                               |
| ベルウッド・レコード   | |                                  |              |                |                                               |
| 2018年11月7日          | 自由 1. 僕はムギを知らない 2. 道 3. 世界はまだ 4. 長い夢 5. それは遠くの街 6. お葬式が行く 7. こん・りん・ざい 8. 世界が完全に晴れた日 9. てんでばらばら 10. 大雪の日 11. 熱い風 12. 白無地方向幕 13. わたしは月にはいかないだろう 14. GOOD来るように愛してね 15. 永遠の歌 16. インドの街を象にのって                                                                                                   | ベルウッドレコード               | CD           | BZCS-1170      |                                               |
| 2018年11月7日          | 自由 1. 僕はムギを知らない 2. 道 3. 世界はまだ 4. 長い夢 5. それは遠くの街 6. お葬式が行く 7. こん・りん・ざい 8. 世界が完全に晴れた日 9. てんでばらばら 10. 大雪の日 11. 熱い風 12. 白無地方向幕 13. わたしは月にはいかないだろう 14. GOOD来るように愛してね 15. 永遠の歌 16. インドの街を象にのって                                                                                                   |                                  | 配信         | AAC-LC 320kbps |                                               |
| 2018年11月7日          | 自由 1. 僕はムギを知らない 2. 道 3. 世界はまだ 4. 長い夢 5. それは遠くの街 6. お葬式が行く 7. こん・りん・ざい 8. 世界が完全に晴れた日 9. てんでばらばら 10. 大雪の日 11. 熱い風 12. 白無地方向幕 13. わたしは月にはいかないだろう 14. GOOD来るように愛してね 15. 永遠の歌 16. インドの街を象にのって                                                                                                   | ロスレス｜FLAC｜44.1kHz/16bit    | 配信         |                |                                               |
| 2018年11月7日          | 自由 1. 僕はムギを知らない 2. 道 3. 世界はまだ 4. 長い夢 5. それは遠くの街 6. お葬式が行く 7. こん・りん・ざい 8. 世界が完全に晴れた日 9. てんでばらばら 10. 大雪の日 11. 熱い風 12. 白無地方向幕 13. わたしは月にはいかないだろう 14. GOOD来るように愛してね 15. 永遠の歌 16. インドの街を象にのって                                                                                                   | ハイレゾ｜FLAC｜96.0kHz/24bit    | 配信         |                |                                               |

#### ベストアルバム
| 発売日         | アルバム | レーベル                      | 規格  | 規格品番       |                                  |
| -------------- | --- | ----------------------------- | ----- | -------------- | -------------------------------- |
| 1972年11月25日 | 六文銭メモリアル A面 1. 思い出してはいけない 2:44 2. 夢のまた夢 2:52 3. 追放の歌 2:15 4. それから 3:40 5. ネコの歌 2:53 6. 私はスパイ 2:09 B面 1. へのへのもへじの赤ちゃん 2:54 2. 海賊の歌 2:12 3. 面影橋から 2:51 4. さよならの歌 2:29 5. 雨が空から降れば 3:22 6. ひとりぼっちのお祭り 3:07 C面 1. 長い歌 3:33 2. In My Life 3:30 3. お陽様はどちらからのぼるのですか 3:09 4. リンゴの木 1:17 5. 今日はいい天気だな 6:42 6. まわる 2:02 D面 1. 街と飛行船 1:55 2. こわれました 00:49 3. ロック天国 2:50 4. 無題 2:23 5. この大空に捨ててしまおう 3:17 6. 傷ついた小鳥 4:03 | ベルウッドレコード            | LP    | OFW-7〜8       |                                  |
| 2012年12月3日  | 六文銭メモリアル A面 1. 思い出してはいけない 2:44 2. 夢のまた夢 2:52 3. 追放の歌 2:15 4. それから 3:40 5. ネコの歌 2:53 6. 私はスパイ 2:09 B面 1. へのへのもへじの赤ちゃん 2:54 2. 海賊の歌 2:12 3. 面影橋から 2:51 4. さよならの歌 2:29 5. 雨が空から降れば 3:22 6. ひとりぼっちのお祭り 3:07 C面 1. 長い歌 3:33 2. In My Life 3:30 3. お陽様はどちらからのぼるのですか 3:09 4. リンゴの木 1:17 5. 今日はいい天気だな 6:42 6. まわる 2:02 D面 1. 街と飛行船 1:55 2. こわれました 00:49 3. ロック天国 2:50 4. 無題 2:23 5. この大空に捨ててしまおう 3:17 6. 傷ついた小鳥 4:03 | キングレコード                | CD    | KICS-91795〜6  |                                  |
| 2025年2月26日  | 六文銭メモリアル A面 1. 思い出してはいけない 2:44 2. 夢のまた夢 2:52 3. 追放の歌 2:15 4. それから 3:40 5. ネコの歌 2:53 6. 私はスパイ 2:09 B面 1. へのへのもへじの赤ちゃん 2:54 2. 海賊の歌 2:12 3. 面影橋から 2:51 4. さよならの歌 2:29 5. 雨が空から降れば 3:22 6. ひとりぼっちのお祭り 3:07 C面 1. 長い歌 3:33 2. In My Life 3:30 3. お陽様はどちらからのぼるのですか 3:09 4. リンゴの木 1:17 5. 今日はいい天気だな 6:42 6. まわる 2:02 D面 1. 街と飛行船 1:55 2. こわれました 00:49 3. ロック天国 2:50 4. 無題 2:23 5. この大空に捨ててしまおう 3:17 6. 傷ついた小鳥 4:03 |                               | 配信  | AAC-LC 320kbps |                                  |
| 1973年         | 六文銭 ベスト20 | ベルウッドレコード            | LP    | ALL(B)-113     |                                  |
| 1974年6月25日  | SINGLES 六文銭 A面 1. 雨が空から降れば 2:25 2. わたしは月にはいかないだろう 2:55 3. さよならだけが人生ならば 2:34 4. 守らずにいられない 4:03 5. 和歌 1:48 6. 出発の歌-失なわれた時を求めて 4:26 B面 1. 面影橋から 2:50 2. 夢のまた夢 2:48 3. インドの街を象にのって 3:50 4. おもちゃの汽車 3:30 5. サーカス・ゲーム 3:05 6. 私の家 3:02 | ベルウッドレコード            | LP    | OFL-27         |                                  |
| 2012年10月3日  | SINGLES 六文銭 A面 1. 雨が空から降れば 2:25 2. わたしは月にはいかないだろう 2:55 3. さよならだけが人生ならば 2:34 4. 守らずにいられない 4:03 5. 和歌 1:48 6. 出発の歌-失なわれた時を求めて 4:26 B面 1. 面影橋から 2:50 2. 夢のまた夢 2:48 3. インドの街を象にのって 3:50 4. おもちゃの汽車 3:30 5. サーカス・ゲーム 3:05 6. 私の家 3:02 | キングレコード                | CD    | KICS-2580      |                                  |
| 2017年9月30日  | SINGLES 六文銭 A面 1. 雨が空から降れば 2:25 2. わたしは月にはいかないだろう 2:55 3. さよならだけが人生ならば 2:34 4. 守らずにいられない 4:03 5. 和歌 1:48 6. 出発の歌-失なわれた時を求めて 4:26 B面 1. 面影橋から 2:50 2. 夢のまた夢 2:48 3. インドの街を象にのって 3:50 4. おもちゃの汽車 3:30 5. サーカス・ゲーム 3:05 6. 私の家 3:02 | キングレコード                | UHQCD | KICS-2636      | 2017年最新マスタリング盤         |
| 2022年9月30日  | SINGLES 六文銭 A面 1. 雨が空から降れば 2:25 2. わたしは月にはいかないだろう 2:55 3. さよならだけが人生ならば 2:34 4. 守らずにいられない 4:03 5. 和歌 1:48 6. 出発の歌-失なわれた時を求めて 4:26 B面 1. 面影橋から 2:50 2. 夢のまた夢 2:48 3. インドの街を象にのって 3:50 4. おもちゃの汽車 3:30 5. サーカス・ゲーム 3:05 6. 私の家 3:02 |                               | 配信  | AAC-LC 320kbps |                                  |
| 2022年9月30日  | SINGLES 六文銭 A面 1. 雨が空から降れば 2:25 2. わたしは月にはいかないだろう 2:55 3. さよならだけが人生ならば 2:34 4. 守らずにいられない 4:03 5. 和歌 1:48 6. 出発の歌-失なわれた時を求めて 4:26 B面 1. 面影橋から 2:50 2. 夢のまた夢 2:48 3. インドの街を象にのって 3:50 4. おもちゃの汽車 3:30 5. サーカス・ゲーム 3:05 6. 私の家 3:02 | ロスレス｜FLAC｜44.1kHz/16bit | 配信  |                |                                  |
| 1977年2月21日  | 六文銭メモリアル vol.1 | ベルウッドレコード            | LP    | OFM-20         |                                  |
| 1990年8月21日  | 六文銭メモリアル vol.1 | ベルウッドレコード            | CD    | KICS 2044      | Bellwood 1971-78 Classics – 31。 |
| 1977年2月21日  | 六文銭メモリアル vol.2 | ベルウッドレコード            | LP    | OFM-21         |                                  |
| 1990年8月21日  | 六文銭メモリアル vol.2 | ベルウッドレコード            | CD    | KICS 2045      | Bellwood 1971-78 Classics – 31。 |
| 2004年3月24日  | 六文銭BOX - キング・サーモンのいる島 - 六文銭メモリアルⅠ - 六文銭メモリアルⅡ - ボーナスCD（自主盤EPより） - 和歌 - 思い出してはいけない - ヒゲのはえたスパイ | ベルウッドレコード            | CD    | BZCS-9009～12  |                                  |

#### オムニバスアルバム
| 発売日         | アルバム | レーベル                        | 規格 | 規格品番    |
| -------------- | --- | ------------------------------- | ---- | ----------- |
| 1970年10月10日 | 1970年 全日本フォークジャンボリー Sido:D 1.ゲンシバクダンの歌（小室等と六文銭） 2.雨が空から降れば（小室等と六文銭） 3.賞状（小室等と六文銭） 4.カッパライの歌（小室等と六文銭） | キングレコード                  | LP   | KR-7018〜9  |
| 1971年10月10日 | 1971年 全日本フォークジャンボリー Side:A 1.雨が空から降れば（六文銭） 2.一人ぼっちのお祭り（六文銭） 3.面影橋（六文銭）                                                          | キングレコード                  | LP   | SKK-712〜3  |
| 1972年1月25日  | 唄の市第一集 Side:A 1.街と飛行機（小室等と六文銭） | エレックレコード                | LP   | LP-1002     |
| 2017年4月26日  | The Best Songs of Bellwood Disc:3 4. 出発たびだちの歌（六文銭'09） 5. ホワンポウエルの街（六文銭） 6. 面影橋から（六文銭）                                                       | キングレコード                  | CD   | KICS-3487   |
| 2018年3月24日  | 真実・事実・現実 あることないこと 1.真実・事実・現実 あることないこと（獄友イノセンス オールスターズ） 15.歌っていいのだ（六文銭’09）                                            | 冤罪音楽プロジェクト イノセント | CD   | KMFM-1001-2 |